# دو يو
دو يو (بالصينية: 杜宇) هو لاعب رماية صيني، ولد في 19 أكتوبر 1986.

## وصلات خارجية
- دو يو على موقع الاتحاد الدولي (الإنجليزية)
- دو يو على موقع أوليمبيديا (الإنجليزية)
- دو يو على موقع اللجنة الأولمبية الصينية (الإنجليزية)